# على أحدهم أن يموت
على أحدهم أن يموت (بالإسبانية: Alguien tiene que morir)  هو مسلسل إثارة مكسيكي-إسباني، تدور أحداث المسلسل في خمسينيات القرن العشرين في إسبانيا وعن المجتمع المحافظ في عصر فرانكو.
المسلسل من بطولة سيسيليا سواريز،كارمن مورا،إسحاق هرنانديز وبيلار كاسترو صدر على نتفليكس يوم 16 أكتوبر 2020.

## روابط خارجية
- على أحدهم أن يموت على موقع IMDb (الإنجليزية)
- على أحدهم أن يموت على موقع روتن توميتوز (الإنجليزية)
- على أحدهم أن يموت على موقع نتفليكس (الإنجليزية)
- على أحدهم أن يموت على موقع فيلمافينيتي (الإسبانية)
- على أحدهم أن يموت على موقع ليتربوكسد (الإنجليزية)
- على أحدهم أن يموت على موقع كينوبويسك (الروسية)
- على أحدهم أن يموت على موقع قاعدة بيانات الفيلم (الإنجليزية)

لا توجد روابط لمواقع التواصل الاجتماعي.